# 浦野省吾
浦野 省吾（うらの せいご、1925年4月15日 - 2021年9月7日）は、日本の経営者。ニチロ社長を務めた。長野県出身。

## 経歴
1948年に東京大学法学部政治学科を卒業し、同年に農林中央金庫に入社。1975年8月に理事を経て、1984年5月から1985年9月までに副理事長を務めた。1989年6月に日魯漁業(のちのニチロ)に転じ、取締役顧問に就任し、1990年1月には社長に就任。1995年6月に取締役相談役を経て、1996年4月には顧問に就任。
1999年11月に勲二等瑞宝章を受章。
2021年9月7日に老衰のために死去。96歳没。